# Marada
Marada (em árabe: مرادة; romaniz.: Maradah) é uma cidade da Líbia situada no distrito de Oásis. Segundo censo de 2012, havia 2 711 residentes. Seu clima é desértico, com temperatura anual média de 20.7°C e precipitação média de 52 mililitros.